# Allie X

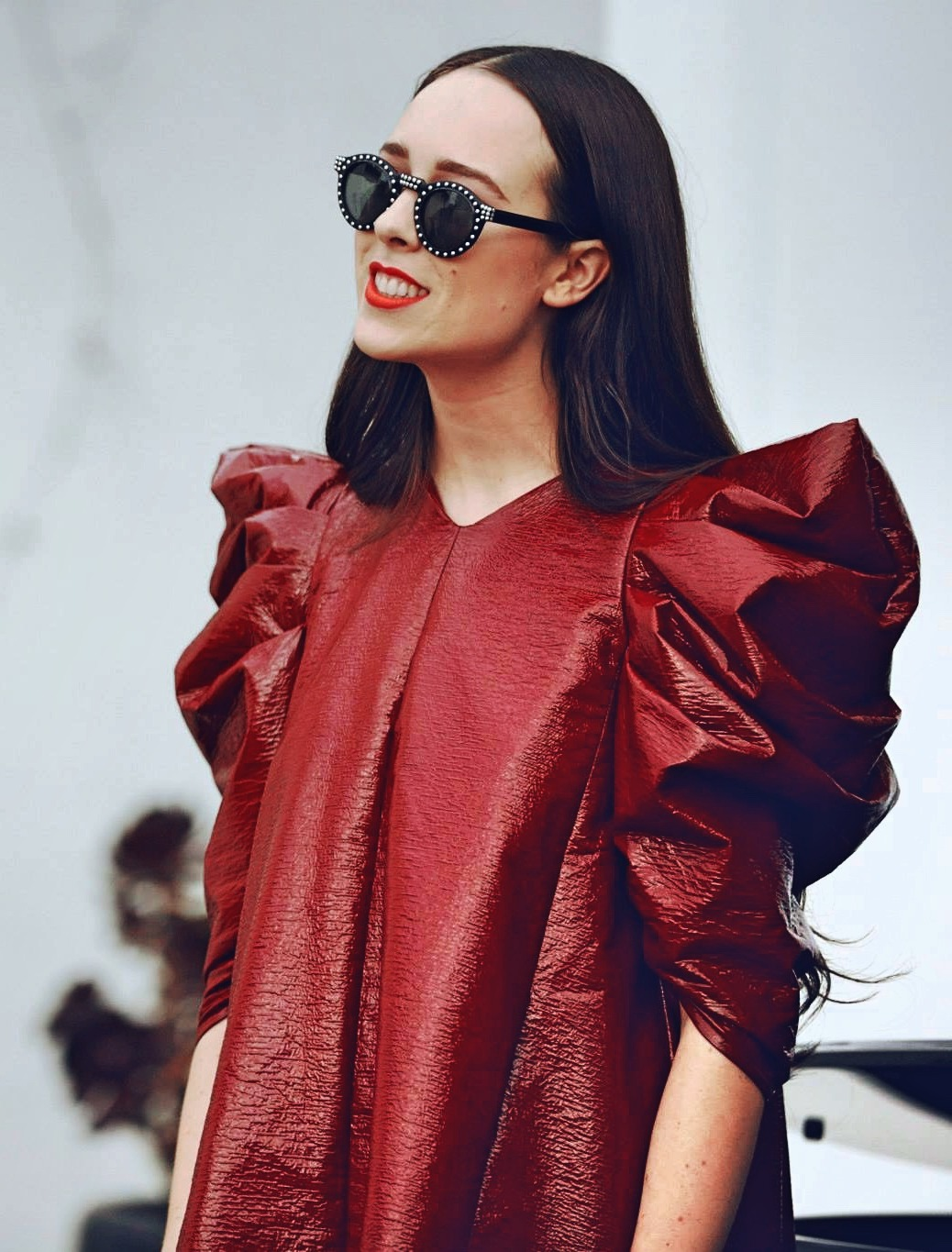
Allie X

Allie X, bürgerlich Alexandra Ashley Hughes, (* 31. Juli 1985 in Oakville, Ontario) ist eine kanadische Singer-Songwriterin und bildende Künstlerin.

## Leben

### Kindheit und Jugend
Alexandra Ashley Hughes wurde am 31. Juli 1985 in Oakville, Ontario geboren. Ihre Familie ist britischer Abstammung. Sie wuchs in Toronto und Michigan auf.
Sie besuchte die Etobicoke School of the Arts, dann studierte sie klassisches Klavier an der Interlochen Arts Academy in Michigan und graduierte aus dem Sheridan College’s Musical Theatre Performance Programm. Sie studierte auch musikalisches Theater.

### Künstlerische Karriere
Sie begann ihre Karriere in der Mitte der 2000er Jahre als Indie-Pop-Künstlerin in Toronto, spielte in lokalen Bands, schrieb und nahm eine Handvoll selbstveröffentlichter Alben auf.
Nach dem Umzug nach Los Angeles, Kalifornien in 2013, begann sie mit den Produzenten Cirkut und Billboard zu arbeiten und erreichte Erfolge mit ihrem ersten Single „Catch“, die sie unter dem Namen Allie X veröffentlicht hatte. Catch landete auf dem 55. Platz in den inoffiziellen Canadian Hot 100 und bekam positive Kritiken. Das Lied wurde bekannt, nach dem Katy Perry es als ihr „spring jam“ in den sozialen Medien genannt hatte.
Hughes veröffentlichte ihre erste EP CollXtion I 2015, gefolgt von ihrem Studio-Album CollXtion II 2017 und der EP Super Sunset 2018. 2019 veröffentlichte sie die analoge Version von Super Sunset. Ihr zweites Studio-Album Cape God wurde am 21. Februar 2020 veröffentlicht. Das Album basiert auf einer Dokumentation über den Drogenhandel in Cape Cod.

## Stil und Image
Allie Xs musikalischer Stil ist vom modernen Synthiepop im Stile von Chvrches und The Knife geprägt. Ihr Gesangsstil ist in Sopran gehalten. Als musikalische Einflüsse bezeichnet sie unter anderem ABBA, Arthur Russell, Björk, Kate Bush, Cyndi Lauper, Annie Lennox, Lady Gaga und Kanye West. Des Weiteren bezeichnete sie den Schriftsteller Haruki Murakami und den Filmemacher Stanley Kubrick als großen Einfluss.
Ihr Image ist bewusst etwas geheimnisvoll gehalten. Dies drückt sich unter anderem in dem „X“ in ihrem Künstlernamen aus. Außerdem gibt die Musikerin nur ungern etwas privates preis. In der Öffentlichkeit lässt sie sich meist nur mit Sonnenbrille ablichten.

## Diskografie

### Alben
- 2017: CollXtion II (Twin Music/Sony Music Canada)
- 2020: Cape God (Twin Music/Sony Music Canada)
- 2024: Girl with No Face (Twin Music/Sony Music Canada)

### Kompilationen
- 2021: CollXtion I + I (LP, Twin Music)

### Livealben
- 2019: Garage Gigs Live (digitales Album, Twin Music)
- 2021: Cape God (The Digital Concert) (digitales Album, Twin Music)

### Demoalben
- 2006: Waiting for the Prize (Eigenproduktion)
- 2008: Ladies and Gentleman (Eigenproduktion)

### EPs
- 2010: Allie Hughes (Eigenproduktion)
- 2015: CollXtion I (Universal Music)
- 2015: Catch EP (Twin Music)
- 2017: CollXtion II: Ʉnsolved (Twin Music)
- 2018: Super Sunset (Twin Music)
- 2019: Super Sunset (Analog)

### Singles
- 2012: I Will Love You More
- 2014: Catch
- 2014: Prime
- 2014: Bitch
- 2015: Never Enough
- 2016: Too Much to Dream
- 2016: Purge
- 2016: All the Rage
- 2016: Old Habits Die Hard
- 2016: That’s So Us
- 2016: Misbelieving
- 2016: Alexandra
- 2017: Paper Love
- 2017: Need You (feat. Valley Girl)
- 2017: Casanova
- 2018: Focus
- 2018: No So Bad in LA
- 2018: Science
- 2018: Little Things
- 2018: Girl of the Year
- 2018: Last Xmas
- 2019: Fresh Laundry
- 2019: Rings a Bell
- 2019: Regulars
- 2019: Love Me Wrong (mit Troye Sivan)
- 2020: Devil I Know
- 2020: Super Duper Party People
- 2020: Downtown (2020) (mit Della Casa)
- 2021: Glam!
- 2021: Anchor

### Gastbeiträge
- 2020: Vicetone – Shadow
- 2021: Violet Chachki – Mistress Violet